# RRC Mormont

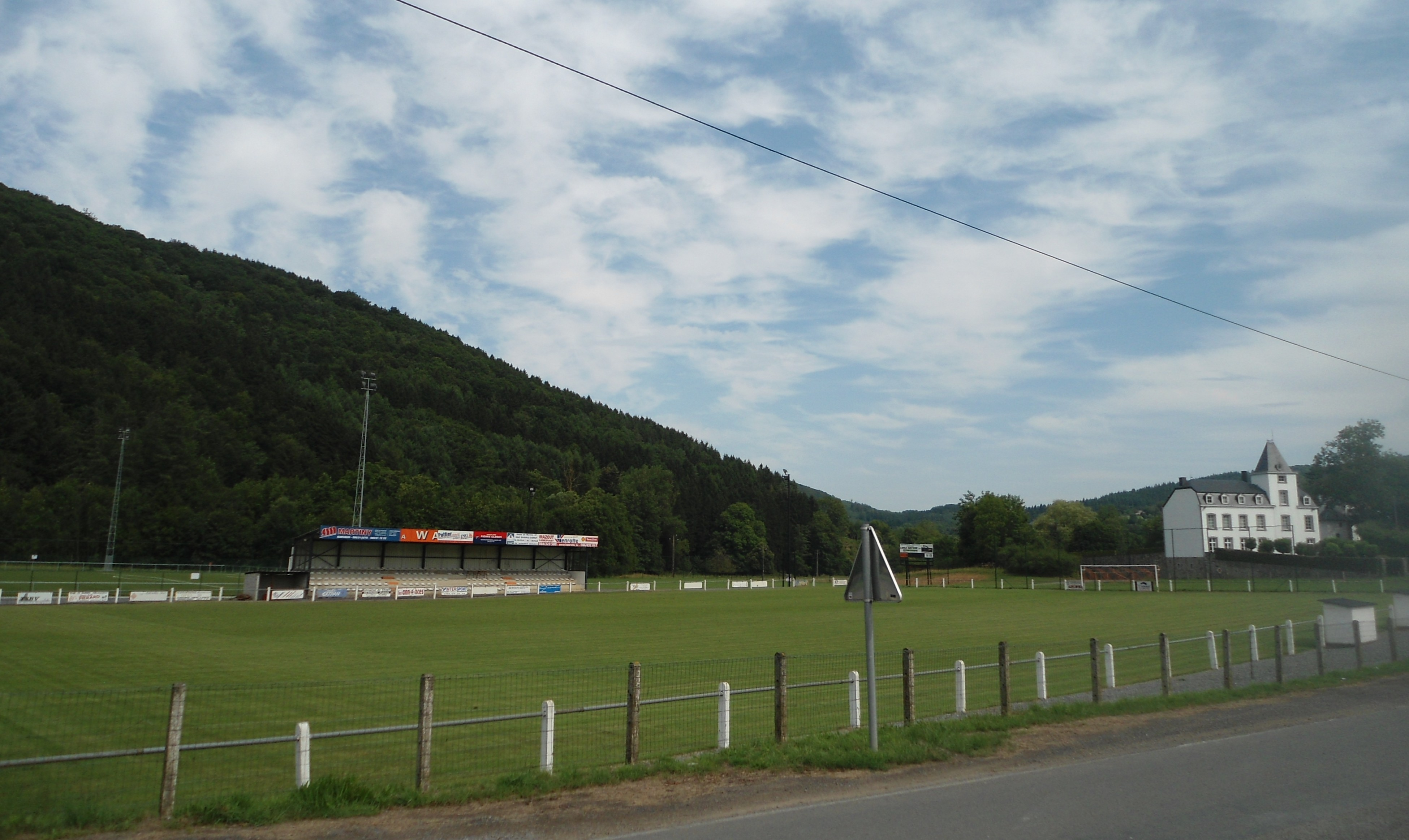
Terrein van RRC Mormont

RRC Mormont is een Belgische voetbalclub uit Mormont. De club is aangesloten bij de KBVB met stamnummer 3816 en heeft oranje en zwart als kleuren. De club speelde in haar bestaan ruim een decennium in de nationale reeksen.

## Geschiedenis
Het scheelde weinig of de club zag nooit het levenslicht.  De regio stond toen onder Duits toezicht (Tweede Wereldoorlog) en zowel de inwoners van Mormont als de buren van Deux-Rhys, wensten een voetbalclub op te richten.  Diegene die het eerst 5 kilo boter kon bezorgen aan de Duitse bezetter mocht een ploeg oprichten.
Op 7 november 1942 sloot Racing Club de Mormont (onder leiding van Julien Remy en Fernand Quoibion) zich aan bij de Belgische Voetbalbond en kreeg stamnummer 3816. Aanvankelijk speelde men er vriendschappelijk wedstrijden.
In het seizoen 1945-1946 speelde de club zijn eerste kampioenschap dat gewonnen werd door FC Palenge. 
Het duurde tot het seizoen 1949-1950 tot RRC Mormont kon toetreden tot het groep van actieve clubs (provinciale reeksen).  
Men eindigde toen 10e op 11 ploegen met 5 punten in divisie 3, série C.   
Tien jaar later, in 1959 klom de club naar Tweede Provinciale. In het kampioenschap eindigde het 2e met 33 punten na Grand-Halleux (38 punten) maar in de eindronde won de club tegen Louftémont.
Ditmaal kwam de club van La Forge onder stoom. Zij bleven langdurig spelen in 2e provinciale C en in 1973 pakten ze de 1e titel met 47 punten, net voor de buren van RACF Oppagne-Wéris met 44 punten.
In 1973 bereikte met voor het eerst 1e provinciale.  Na 8 jaar 1e provinciale volgde de 2e titel in het seizoen 1980-1981 met 50 punten, voor Bouillon (42 punten), La Roche en Bastogne (40 punten).  De president van de club was toen Marcel Noirhomme.  De jaren 80 werden een succesperiode voor de club. In 1981 haalde men voor het eerste de finale van de provinciale beker, maar deze werd verloren. Dat jaar bereikte de club ook voor het eerst de nationale bevorderingsreeksen en in 1982 haalde men opnieuw de finale van de provinciale beker, die men ditmaal wist te winnen tegen ES Champlonaise. In 1983 kon men die titel verlengen na finalewinst tegen RA Florenvillois. In 1986, 1987 en 1989 behaalde men eveneens de provinciale bekerfinale, maar zonder succes. 
Ondertussen kon Mormont zich in de competitie verschillende seizoenen handhaven in de middenmoot in Vierde Klasse. In 1990 strandde men echter op een laatste plaats en zo zakte de club na negen jaar nationaal voetbal weer naar Eerste Provinciale. Deze dorpsclub werd gedragen door lokale spelers : les Noirhommes, Bonmariage, Lambert, Neuville) of uit de directe omgeving (Daniel Dehavive, Claudy Godefroid, Robert Périlleux).  Michel Noirhomme, de jongste van de familie Noirhomme kreeg de eerste gouden schoen van de provincie Luxemburg in 1987-1988, wat hij het jaar nadien nog eens overdeed.
In 1992 werd de club koninklijk en de naam werd RRC Mormont. Men verloor nog een provinciale bekerfinale tegen Bastenaken. Mormont bleef bij de beteren in Eerste Provinciale en na vier seizoenen keerde men in 1994 terug in de nationale Vierde Klasse. RRC Mormont kende er echter weinig succes, werd voorlaatste en zakte zo na een seizoen weer naar Eerste Provinciale. De club bleef er aanvankelijk bij de beteren, maar zakte in 1999 naar Tweede Provinciale. De club keerde echter snel terug. In 2000 won Mormont immers zijn reeks en keerde zo na een seizoen terug op het hoogste provinciale niveau. In het eerste jaar na de terugkeer behaalde men er al de eindronde, maar zonder succes. Nog een jaar later werd men al kampioen in Eerste Provinciale en zo promoveerde Mormont in 2002 na zeven seizoenen nog eens naar Vierde Klasse.
Net als de vorige keer was het verblijf in Vierde Klasse van korte duur. RRC Mormont werd voorlaatste en zakte weer na een seizoen. De club bleef de volgende seizoenen in Eerste Provinciale, tot men na verloren eindrondes in 2009 en 2010 er in 2011 nog eens in slaagde kampioen te worden. Na achter jaar provinciaal voetbal promoveerde men zo nog eens naar de nationale reeksen.
In het seizoen 2012/13 startte de club desastreus met een 3 op 30 wat leidde tot het ontslag van trainer Joel Roberty. Hij werd vervangen door Pol Leemans (ex-Vaux-Noville, ex-Waha). Ondanks een goede  tweede periode kon uiteindelijk de degradatie niet ontlopen worden en zakte RRC Mormont terug naar 1e provinciale. 
Seizoen 2013-2014 werd gestart met de ambitie om de eindronde te spelen. De ploeg van trainer Pol Leemans presteerde echter boven de verwachtingen en domineerde het kampioenschap. Men behaalde de titel met 8 punten voorsprong op Bomal RFC en promoveerde zo weer naar Vierde Klasse. 
De terugkeer (2014-2015) bracht weinig succes en bevestigde dat RRC Mormont een typisch liftploeg was, te goed voor 1e provinciale, te zwak voor 4e klasse.  
Tijdens het seizoen werd trainer Pol Leemans vervangen door Philippe Medery.   Zo zakte RRC Mormont in 2015 weer naar Eerste Provinciale.
Een grote verandering kwam er in 2014 met de oprichting van een 2e ploeg, RRC Mormont B, dat van start ging in 3e provinciale onder leiding van Ludovic Detroux. De B-ploeg speelde kampioen in het seizoen 2016-2018 en zij zijn ondertussen een vaste waarde in de subtop van 2e provinciale.
Tijdens het seizoen 2015 stond RRC MORMONT lang op kop maar moest uiteindelijk de titel laten aan Entente Durbuy (de fusieclub van RFC Bomal en Barvaux met 54 punten)).
Als tweede gerangschikte (53 punten) mocht de club van trainer Philippe Medery de promotie maken naar de Derde Amateurklasse (= de hervormde 4e klasse)
Het seizoen 2016-2017 was een rustig seizoen (onder leiding van Philippe Médéry - ex CS Visé) dat beëindigd werd op een 5e plaats met 41 punten wat een ticket voor de eindronde voor promotie opleverde.
Kampioen werd Entente Durbuy met 64 punten voor FC Tilleur (57 punten), dalers waren Warnant (27 punten) en JL Arlon (13 punten).
Tijdens de eindrodewedstrijd op en tegen Rebecq liep verdediger Geoffrey Jalhay een zware beenbreuk op die hem meerdere maanden van het voetbalveld hield.  RRC Mormont verloor de eindronde en bleef in D3 Amateur.
2017-2018 verliep moeizamer en de ploeg moest tot het einde van de competitie strijden om de barrageplaatsen te ontlopen. RRC Mormont eindigde uiteindelijk op een 12e plaats met 38 punten, net voor Bertrix (36 punten). Habay-La Neuve (30 punten), UR Namen 10 punten en Daring Cointe Liège (10 punten) zakten terug naar 1e provinciale.
Later zou Bertrix wegens financiële problemen de activiteiten stopzetten voor aanvangen van het seizoen 2018-2019 en fusioneerde UR Namen met Racing FC Fosses. Deze club had het seizoen in eerste provinciale gespeeld (provincie Namen) en werd kampioen. De fusieclub ging Union Royale Namur FLV heten en speelde verder met stamnummer 156 van Union. Door de titel van Fosses kon de fusieclub opnieuw van start gaan in Derde Klasse amateur.  FC Tilleur (kampioen) en URSL Visé (winnaar eindronde) stegen naar Amateurdivisie 2
Trainer Philippe Médéry (6e seizoen) en zijn staf (Arnaud Boclinville en Boverie) verlengden hun overeenkomst verlengd voor het seizoen 2019-2020.
De A-ploeg won de eerste periodetitel maar werd nadien geteisterd door vele blessures.  De B-ploeg onder trainer Ludovic Detroux had het moeilijker en moest succesvol strijden voor het behoud.
Seizoen 2020-2021 werd gestart met Philippe Médéry als T1 en T2 Yorick Cheret die Arnaud Boclinville vervangt. Na de beslissing van trainer Ludovic Détroux van Mormont B om na 6 seizoenen te stoppen als trainer en het vertrek van vele spelers werd de B-ploeg, die actief was in 2e provinciale, opgedoekt.  Door corona werd de competitie halfweg stilgelegd.
De club werd op 14 juli 2021 opnieuw zwaar getroffen door overstromingen die de regio zwaar troffen.  Hierbij werd het kunstgrasveld deels vernietigd en kan dit enkel nog gedeeltelijk gebruikt worden voor trainingen en wedstrijdjes van enkele jeugdploegen.  De club is dan ook naarstig op zoek naar een oplossing. De tandem Médéry-Cheret startte het seizoen 2021-2022 succesvol met een 4 op 6, ondanks een verstoorde voorbereiding.  Nadien viel de motor stil door blessures, individuele fouten en malchance tot de ploeg zich voor Nieuwjaar herpakte en het jaar afsloot op een 8e plaats met 23 punten, voor Marloie en Habay La Neuve 22, Jodoigne 21, Aywaille 18, RAFC Oppagne 17, Wanze-Bas-Oha 16, RFC Huy 14 en ten slotte RUS Gouvy 13 punten.

## Resultaten
| Seizoen | Klasse | Klasse | Klasse | Klasse | Klasse | Klasse | Klasse | Reeks                                                    | Punten                                                   | Opmerkingen                                              |
|         | I      | II     | III    | IV     | P.I    | P.II   |        |                                                          |                                                          |                                                          |
| ------- | ------ | ------ | ------ | ------ | ------ | ------ | ------ | -------------------------------------------------------- | -------------------------------------------------------- | -------------------------------------------------------- |
| 2008/09 |        |        |        |        |        | 5      |        | Eerste prov. Lux.                                        | 55                                                       |                                                          |
| 2009/10 |        |        |        |        |        | 3      |        | Eerste prov. Lux.                                        | 63                                                       |                                                          |
| 2010/11 |        |        |        |        |        | 1      |        | Eerste prov. Lux.                                        | 63                                                       |                                                          |
| 2011/12 |        |        |        |        | 10     |        |        | Vierde klasse D                                          | 34                                                       |                                                          |
| 2012/13 |        |        |        |        | 16     |        |        | Vierde klasse D                                          | 23                                                       |                                                          |
| 2013/14 |        |        |        |        |        | 1      |        | Eerste prov. Lux.                                        | 68                                                       |                                                          |
| 2014/15 |        |        |        |        | 15     |        |        | Vierde klasse D                                          | 17                                                       |                                                          |
| 2015/16 |        |        |        |        |        | 2      |        | Eerste prov. Lux.                                        | 53                                                       | promotie samen met kampioen FC Bomal                     |
|         | 1A     | 1B     | 1Am    | 2Am    | 3Am    | P.I    | P.II   | Vanaf 2016-17 zijn er 3 nationale en 2 regionale niveaus | Vanaf 2016-17 zijn er 3 nationale en 2 regionale niveaus | Vanaf 2016-17 zijn er 3 nationale en 2 regionale niveaus |
| 2016/17 |        |        |        |        | 5      |        |        | Derde klasse Am.                                         | 41                                                       | Verlies in eindronde voor promotie van RUS Rebecquoise   |
| 2017/18 |        |        |        |        | 12     |        |        | Derde klasse Am.                                         | 38                                                       |                                                          |
| 2018/19 |        |        |        |        | 11     |        |        | Derde klasse Am.                                         | 37                                                       |                                                          |
| 2019/20 |        |        |        |        | 8      |        |        | Derde klasse Am.                                         | 34                                                       |                                                          |
| 2020/21 |        |        |        |        | -      |        |        | Derde afdeling ACFF B                                    | -                                                        | Geen competitie door Covid-19                            |
| 2021/22 |        |        |        |        | 11     |        |        | Derde afdeling ACFF B                                    | 39                                                       |                                                          |
| 2022/23 |        |        |        |        | 6      |        |        | Derde afdeling ACFF B                                    | 47                                                       |                                                          |
| 2023/24 |        |        |        |        | 9      |        |        | Derde afdeling ACFF B                                    | 39                                                       |                                                          |
| 2024/25 |        |        |        |        | 6      |        |        | Derde afdeling ACFF B                                    | 48                                                       |                                                          |
| 2025/26 |        |        |        |        |        |        |        | Derde afdeling ACCF B                                    |                                                          |                                                          |